# Salif Sané
Salif Sané (* 25. August 1990 in Lormont, Frankreich) ist ein senegalesischer Fußballspieler. Er wuchs in Frankreich auf und spielte unter anderem für Girondins Bordeaux, Hannover 96 und den FC Schalke 04. Seit 2013 ist er Mitglied der senegalesischen Nationalmannschaft. Seit November 2024 spielt er beim französischen Klub SA Mérignac.

## Vereinskarriere
Sané begann in seinem Geburtsort nahe Bordeaux bei der US Lormont mit dem Fußballspielen und wechselte 2009 zu Girondins Bordeaux. Dort debütierte er im Dezember 2010 in der ersten Mannschaft. In der Saison 2011/12 wurde er an die AS Nancy ausgeliehen. Die AS Nancy nahm zur Saison 2012/13 eine Kaufoption für Sané wahr.
Zur Saison 2013/14 wechselte Sané zum deutschen Bundesligisten Hannover 96. Während der Saison fiel Sané durch Fehlverhalten auf; so wurde er vor dem Spiel gegen Eintracht Frankfurt aus dem Kader gestrichen, weil er nicht pünktlich zur Abfahrt nach Frankfurt erschienen war. Auch ging er ohne Genehmigung seines Vereins in den Sommerurlaub und musste 10.000 Euro Strafe zahlen. Wegen seines Verhaltens wurde Sané zu Beginn der Saison 2014/15 aus dem Bundesliga-Kader gestrichen und in die zweite Mannschaft versetzt. Trotz der Degradierung und eines Leihangebots vom französischen Erstligisten Stade Reims blieb er bei Hannover 96. Am 13. Dezember 2014 kehrte er beim 3:3 im Spiel gegen Werder Bremen in die erste Mannschaft zurück.
Nach fünf Spielzeiten nutzte Sané eine Vertragsausstiegsklausel und wechselte in der Sommerpause 2018 für eine Ablösesumme von rund sieben Millionen Euro zum FC Schalke 04. Er erhielt einen bis zum 30. Juni 2022 laufenden Vertrag. Beim 3:1-Auswärtssieg gegen den VfB Stuttgart am 22. Dezember 2018 (17. Spieltag) erzielte er seinen ersten Pflichtspieltreffer für Schalke. Nach Auslaufen seines Vertrages wurde dieser nicht verlängert, Sane wurde arbeitslos. Im Februar 2024 wurde er wieder aktiv und spielte für den FC Libourne, einem französischen Viertligisten; der angestrebte Aufstieg gelang nicht, der Verein geriet in finanzielle Schieflage, es folgte der Zwangsabstieg.
Im November 2024 schloss sich Sané dem französischen Sechstligisten SA Mérignac an.

## Erfolge
Hannover 96
- Aufstieg in die Bundesliga: 2017

FC Schalke 04
- Deutscher Zweitligameister: 2022

## Nationalmannschaft
Salif Sané war als Staatsbürger beider Länder sowohl für Frankreich als auch für den Senegal spielberechtigt. Genau wie sein Bruder Lamine entschied er sich, für den Senegal zu spielen. Sein Debüt gab er am 7. Juni 2013 beim WM-Qualifikationsspiel gegen Angola (1:1). Er wurde für die Afrikameisterschaft 2015 nominiert, kam aber im Turnier nicht zum Einsatz. Anschließend wurde er über zwei Jahre nicht mehr für die Nationalmannschaft berücksichtigt, ehe er am 23. März 2017 sein Comeback gegen Nigeria feierte.
Bei der Weltmeisterschaft 2018 gehörte Sané zum senegalesischen Aufgebot. Mit seinem Mitspieler Kalidou Koulibaly bildete er während des Turniers die Innenverteidigung und stand in allen drei Gruppenspielen über 90 Minuten auf dem Platz. Senegal schied mit vier Punkten aufgrund der schlechteren Fair-Play-Bewertung gegenüber Japan aus dem Turnier aus.